# Pseudozius inornatus
Pseudozius inornatus är en kräftdjursart som beskrevs av James Dwight Dana 1852. Pseudozius inornatus ingår i släktet Pseudozius och familjen Goneplacidae. Inga underarter finns listade i Catalogue of Life.